# Okan Murat Öztürk
Okan Murat Öztürk (* 1967 in Ankara) ist ein türkischer Saz-Musiker. Er hat sich auf traditionelle anatolische Musik spezialisiert. Öztürk tritt als Solokünstler und auch mit dem Bengi Baglama Trio auf.

## Diskografie

### Solo-Alben
- 1997: Turkish authentic saz (Mega Müzik)
- 1998: Eski havalar (Mega Müzik)
- 2003: Bergüzar (DMC-Müzik)
- 2007: Aşk Adamı Söyletir
- 2011: Sevda Sitem Götürmez

### Mit Bengi Bağlama Üçlüsü
- 1999: Güneş bahçesinden ezgiler
- 2001: Sel Gider Kum Kalır
- 2009: Yeni Gelenek

### Kollaborationen
- 1999: Hiç (mit Erkan Oğur)

### Singles (Auswahl)
- 1998: Acem Kızı